# حركة تولستوية

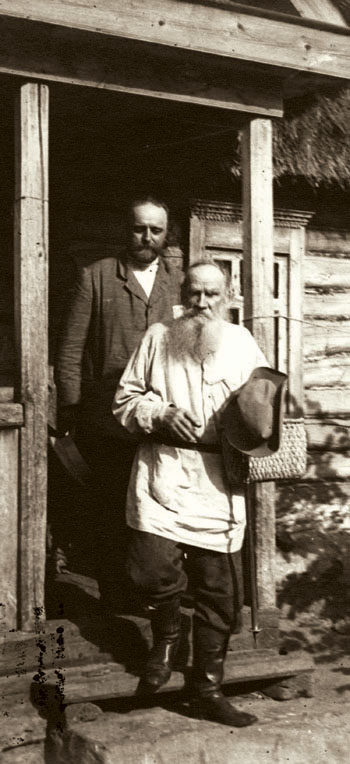

الحركة التولستوية هي حركة اجتماعية مرتكزة على التوجهات الفلسفية والدينية للأديب الروسي ليو تولستوي (1828 – 1910). تأثرت وجهات نظر تولستوي بدراساته المفصلة لكهنوت المسيح، خصوصًا العظة على الجبل.
عبر تولستوي عن «السعادة الكبيرة بأن الأشخاص بدؤوا يظهرون ليس فقط في روسيا بل في أجزاء مختلفة من أوروبا، والذين يتفقون بشكل تام مع أفكارنا». لكن الكاتب من جهة أخرى اعتقد أن تسمية حركة أو مذهب فكري معين نسبة له أمر خاطئ، مشجعًا الأفراد على اتباع صوت ضمائرهم بدلًا من اتباعه بشكل أعمى. كتب تولستوي ردًا على رسالة وردته من أحد تابعيه:
«الحديث عن ’التولستوية’، البحث عن المشورة، والاستفسار عن الحلول التي أقدمها لمشاكل الحياة هو خطأ كبير. لم يكن هناك في السابق أو في الوقت الحالي أي ’تعاليم’ عائدة لي. لا يوجد سوى التعاليم الخالدة والعالمية للحقيقة، والتي تتمثل بشكل واضح لي وللجميع بشكل خاص في الأناجيل.. أنا أدعو هذه السيدة الصغيرة ألا تمضي في حياتها معتمدة صوت ضميري، بل صوت ضميرها الخاص».

## المعتقدات والممارسات
يعتبر التولستويون أنفسهم مسيحيين، لكنهم لا ينتمون عمومًا إلى كنيسة مسيحية معينة. كان تولستوي ناقدًا لاذعًا للكنيسة الروسية الأرثوذكسية ما أدى إلى إقرار حرمانه الكنسي عام 1901. يميل التولستويون إلى التركيز على اتباع تعاليم المسيح، وليس على معجزاته أو ألوهيته.
يحاول التولستويون عيش حياة زاهدة وبسيطة، إذ يفضلون النظام الغذائي النباتي والامتناع عن التدخين والكحول، إضافة إلى الالتزام بالعفة الجنسية. يعتبر التولستويون مسيحيين مسالمين إذ يدعون إلى الحلول السلمية والبعيدة عن العنف في جميع الظروف والأحوال. يتمثل فهم تولستوي لماهية كون الشخص مسيحيًا في العظة على الجبل، ويمكن اختصاره في خمس مبادئ أساسية:
- أحب أعداءك.
- لا تكن غاضبًا.
- لا تحارب الشر بالشر، بل قابل الشر بالخير (وهو تفسير لنص إدارة الخد الآخر).
- لا تستسلم لشهواتك.
- لا تقطع على نفسك عهودًا.[3]

لا يدعم التولستويون الحكومة ولا يشاركون فيها إذ يعتبرونها عنيفة وفاسدة وغير أخلاقية. رفض تولستوي مفهوم الدولة (إذ يوجد هذا المفهوم فقط على أساس وجود السلطة الفيزيائية المفروضة) وجميع المؤسسات المستمدة منها مثل الشرطة والمحاكم والجيش. نتيجة ذلك يعتبر الكثيرون أن أتباع تولستوي هم لاسلطويون مسيحيون.
من الناحية التاريخية، تركت أفكار تولستوي بعض التأثير على الفكر اللاسلطوي خصوصًا الاتجاه اللاسلطوي السلمي. تعتبر الحركة التولستوية من الأسس الملهمة للمهاتما غاندي والتي كانت من أسباب إلهامه لتشكيل فلسفته الخاصة في اللاعنف اعتمادًا على اليانية والهندوسية.

### النباتية
بدأت الحركة النباتية في أوروبا في القرن التاسع عشر. تأسس المجتمع النباتي الأول في مدينة مانشستر عام 1847. أصبح تولستوي شخصية مؤثرة في هذه الحركة، إذ أصبح نباتيًا هو وابنتاه في عام 1885. انتشر مقاله الخطوة الأولى (1892) ومقالات أخرى ضمن المجتمعات النباتية على الصعيد الدولي.
كانت نباتية تولستوي جزءًا من الفلسفة المسيحية التي طورها والتي تدعو إلى اللاعنف. في هذا الوقت، كانت المطاعم النباتية قليلة العدد، وكثيرًا ما كانت تلعب دور ملتقى للتولستويين وبقية المصلحين الاجتماعيين. كانت هذه الحركة النباتية من المعتمدين على البيض والحليب في ذلك الوقت.
تبعًا للعلوم الطبية في ذلك الوقت -والتي اعتمدت أساسًا على الطب الألماني- كانت النظرة العامة إلى النباتية هي اعتبارها أمرًا غير صحي. من جهة أخرى، كثيرًا ما أشار النباتيون إلى القوة الجسدية والقدرات الرياضية للنباتيين.

## المجموعات والمستعمرات

### أفريقيا
أسس المهاتما غاندي مستعمرة تعاونية دعاها باسم مزرعرة تولستوي بالقرب من جوهانسبرغ في جنوب أفريقيا مستمدًا إلهامه من أفكار تولستوي. كانت المستعمرة الممتدة على مساحة 4.5 كيلومتر مربع ممولة من قبل المهندس الألماني هيرمان كالنباخ ووُضعت تحت تصرف الساتياغراها منذ عام 1910.

### أمريكا
كان إرنست هاورد كروزبي تولستويًا مشهورًا في الولايات المتحدة. كان داعمًا للمستعمرة المسيحية في جورجيا والتي أسسها عدد من المسيحيين الاشتراكيين عام 1896 وامتدت على مساحة 3.77 كيلومتر مربع. تأثر سكان المستعمرة أيضًا بأفكار وآراء هنري جورج وإدوارد بيلامي.

### أوروبا
في روسيا، أدى نظام الرقابة على المطبوعات إلى نشر الكثير من أعمال تولستوي غير الخيالية في ثمانينيات وتسعينيات القرن التاسع عشر خارج البلاد أولًا، إما باللغة الروسية أو على شكل نسخ مترجمة، ما أخر تأثير الكاتب على بلده الأم. لكن وبمساعدة فلاديمير تشيركتوف (1854 - 1936) الذي كان من الداعمين الكبار لأفكار تولستوي بدأت الحركة في تسعينيات القرن التاسع عشر.
استمرت الحركة بالنمو بعد موت الكاتب ووصلت إلى أوجها في السنوات التالية مباشرة لثورات عام 1917 مع تأسيس مجتمعات زراعية في مقاطعات سمولينسك وتفير وسمارا وكورسك وبيرم وكييف. مُسحت جميع المستعمرات التي نشطت بين عامي 1917 و1921 في النهاية بسبب سياسة التنظيم الجماعي وحملات التطهير الأيديولوجي التي نشطت في عشرينيات القرن العشرين. انتقلت المستعمرات مثل مجتمع الحياة والعمل إلى سيبيريا لتجنب حلها. أُلقي القبض على عدد من قادة التولستويين مثل ياكوف دراغونوفسكي (1886 – 1937) والذين حوكموا وأُرسلوا إلى معسكرات الغولاغ.
أما في إنجلترا، فقد أسس جون كولمان كينوورثي من كنيسة الأخوية مستعمرة في قرية برلي التابعة لمقاطعة إسكس عام 1896. أُغلق هذا المجتمع البشري بعدد عدة سنوات لكن سكانه أنشؤوا مستعمرة وايتواي في غلوسترشير ومستعمرة ستيبلتون في يوركشاير اللتين بقيتا حتى اليوم. على الرغم من تخلي مستعمرة وايتواي عن مبادئ تولستوي بعد افتتاحها بوقت قصير، أُشير إلى هذه المستعمرة من قبل الكثيرين -ومن بينهم غاندي الذي زارها في عام 1909- باعتبارها تجربة تولستوية فاشلة.
كان يوهانس فان دير فير الرمز الأساسي في الحركة التولستوية الهولندية. في هولندا أُنشئت مستعمرتان، الأولى مستعمرة قصيرة الأمد في بوسوم في شمال هولندا والأخرى أكثر نجاحًا في بلاريكوم القريبة. تضمنت الأسباب خلف فشل المستعمرات التولستوية على امتداد أوروبا التنافر الشخصي بين المشاركين والنقص العام في الخبرات العملية الزراعية.

## أبرز المناصرين
كان أحد مناصري تولستوي البارزين الفيلسوف الشهير لودفيغ فيتغنشتاين. بدأ يولي اهتمامًا بتولستوي في الحرب العالمية الأولى بعد أن قرأ كتابه «الإنجيل بإيجاز». إذ حمل هذا الكتاب معه أينما حلّ واقترح على الآخرين قراءته.

وخصوصّا أن سلامية تولستوي قد كانت مؤثّرةً للغاية. كتب ألكساندر فودور: 
«نحن نعلم أن سلامية تولستوي، ودعوته للمقاومة السلبية للشر من خلال الوسائل اللا عنفية، كان لها تأثيرٌ لا يمكن حصره على الحركات السلامية عمومًا وعلى الآراء والبرامج الفلسفية والاجتماعية للمهاتما غاندي ومارتن لوثر كينغ وسيزار تشافيز».
وكان أحد أبرز مناصري تعاليم تولستوي أيضًا دوروثي داي، وهي ناشطةٌ اجتماعية أمريكية، ومؤسّسة حركة العمال الكاثوليكية السلامية.